# 京都市役所

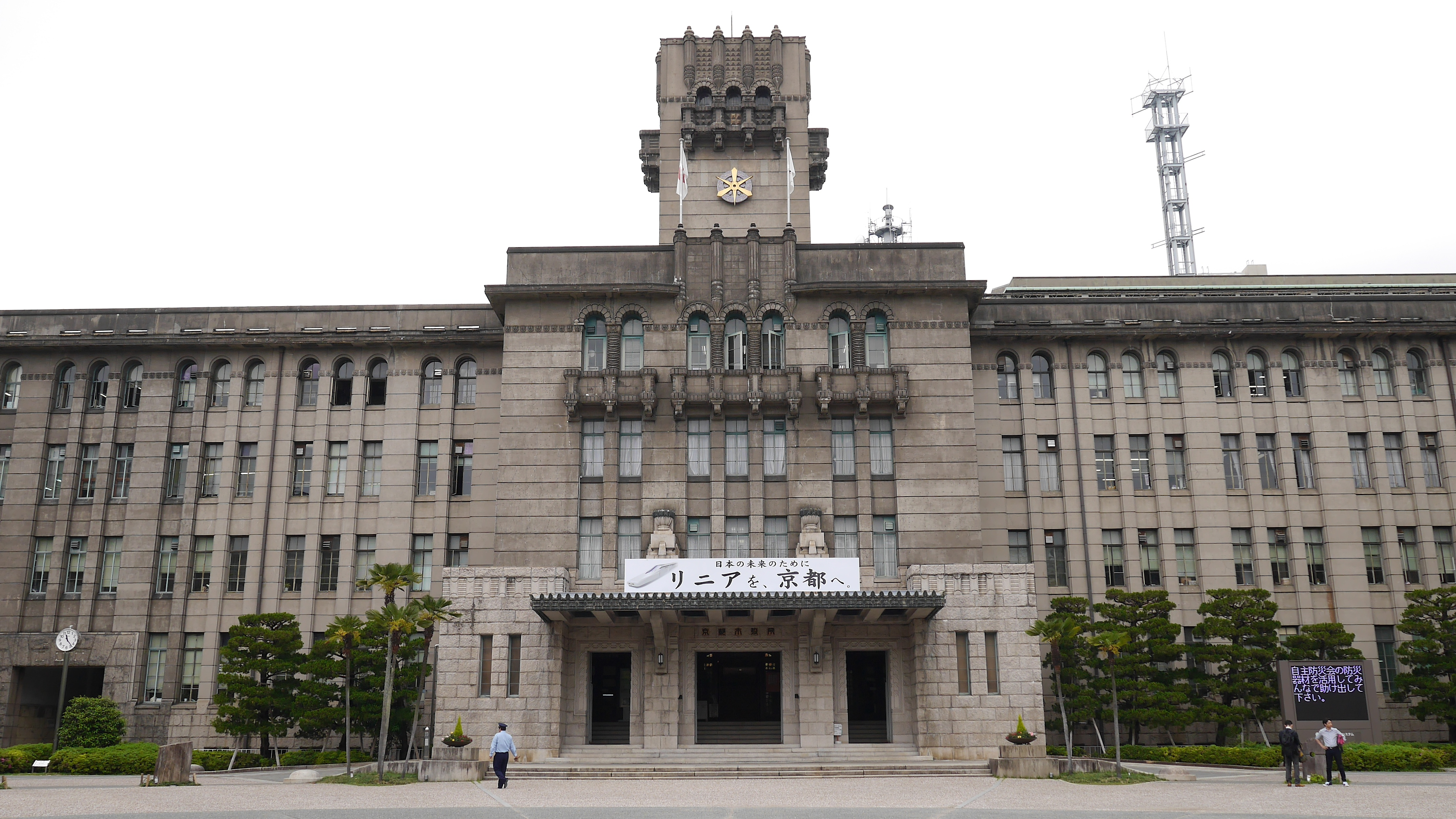
2014

京都市役所（日语：／*/?）是日本京都市的市政廳。京都市役所竣工於1927年，是政令指定都市的市役所中歷史最古老的。現在京都市役所有改建擴張的計劃。

## 交通
京都市役所本廳舎
- 京都市交通局京都市營地下鐵東西線 - 京都市役所前站

## 外部連結
- 京都市情報館 （页面存档备份，存于）